# Septimer
Septimer (niem. Septimerpass, wł. Passo del Settimo, rom. Pass da Sett) – przełęcz Alpach Retyckich, położona na wysokości 2310 m n.p.m. Oddziela pasmo Albula-Alpen od pasma Oberhalbstein. Leży w Szwajcarii, w kantonie Gryzonia, blisko granicy z Włochami. Przełęcz ta łączy miejscowość Casaccia na południu z Bivio na północy.